# Václav Hovorka
Václav Hovorka (19 de setembro de 1931 — 14 de outubro de 1996) foi um futebolista checo, que atuava como atacante.

## Carreira
Václav Hovorka fez parte do elenco da Seleção Tchecoslovaca de Futebol que disputou a Copa do Mundo de 1958.